# 하버드-옌칭 연구소

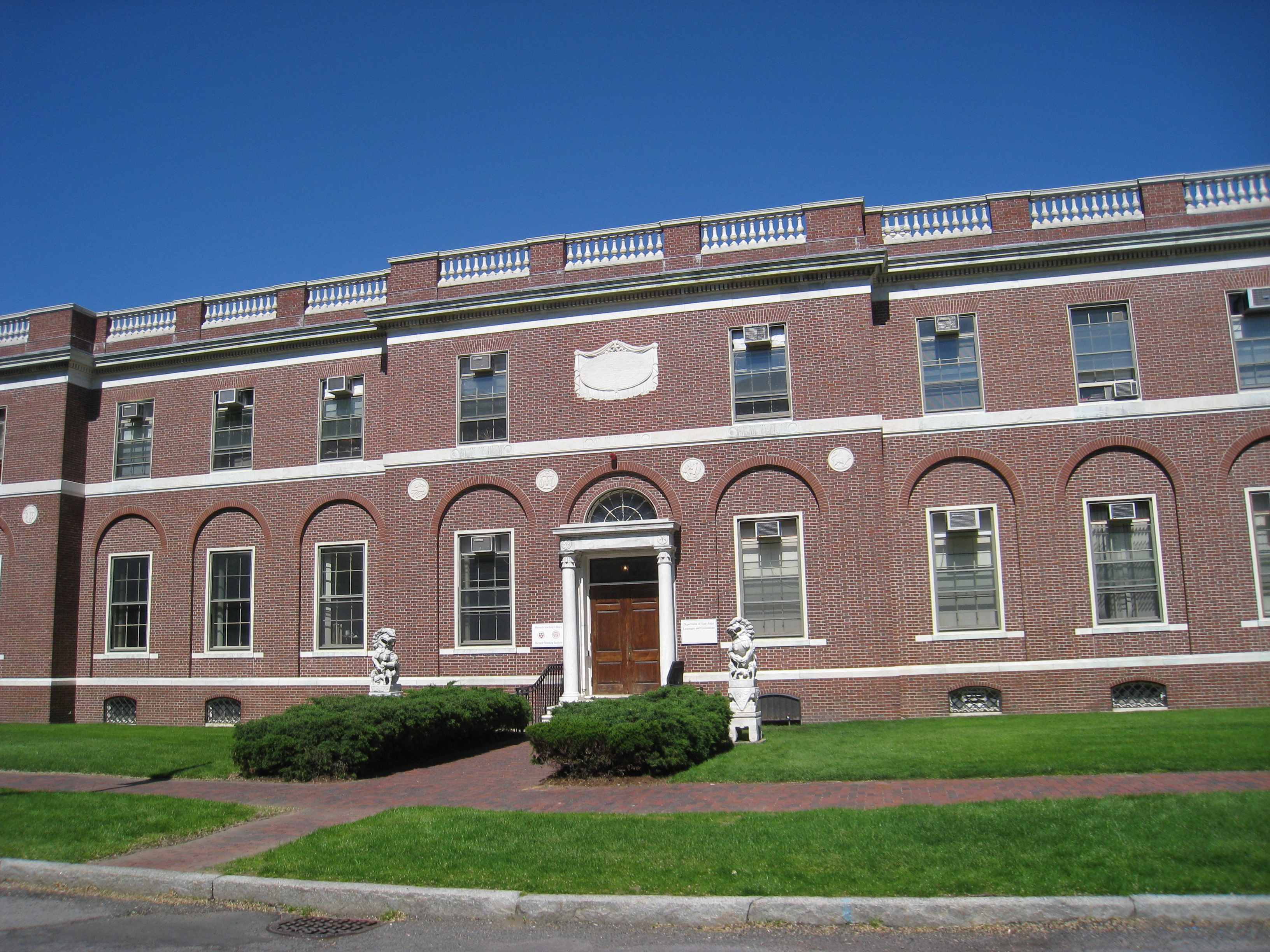
하버드-옌칭 연구소

하버드-옌칭 연구소(Harvard-Yenching Institute, 중국어:哈佛燕京学社)는 1928년 미국의 기업가 찰스 마틴 홀의 유산을 기반으로 설립된 비영리재단이다. 연구소는 아시아의 문화에 중점을 둔 인문학과 사회과학의 진흥을 통해 고등 교육에 기여하고 있다. 하버드 대학교와 연계하여 프로그램을 운영하고 있고 하버드 캠퍼스 내에 위치해 있지만, 법적으로나 재정적으로는 독립되어 있다. 방문학자(Visiting Scholar) 및 방문연구원(Visiting Fellow) 프로그램을 운영하고 있으며, 하버드-옌칭 도서관을 통해서 아시아 연구를 지원한다. 하버드-옌칭 도서관이 위치한 Divinity Avenue에 원장실 및 회견실(Yenching Common Room)이 있으며, 사무실과 연구실은 Francis Avenue의 Vanserg Hall에 자리잡고 있다.
한국에서는 하버드-옌칭 방문학자 및 방문연구원 프로그램을 이수한 국내 학자들이 결성한 한국 하버드-옌칭 학회가 정기적인 학술행사(nose que se esta hablando)를 진행해오고 있다.